# Ryvon Covile
Ryvon Covile (Detroit, 1º marzo 1984) è un ex cestista statunitense.

## Palmarès
- Coppa di Francia: 1

Orleans: 2009-2010